# Ivan Grigorievič Gogel
Ivan Grigorievič Gogel (in russo Иван Григорьевич Гогель?; 11 novembre 1773 – San Pietroburgo, 22 novembre 1834) è stato un generale e nobile russo.

## Biografia
Figlio di Grigorj Grigorievič Gogel, direttore dell'orfanotrofio di Mosca, venne educato nel corpo dei cadetti di corte e successivamente entrò nell'esercito imperiale russo nei ranghi dell'artiglieria venendo impiegato sulle coste del Mar Nero in operazioni difensive.
Il 20 ottobre 1806 venne nominato direttore del Corpo dei Paggi e mantenne tale carica sino al 20 marzo 1830.
Nel 1805, nell'ambito delle guerre napoleoniche, col grado di colonnello, prese parte alla campagna militare guidata dal conte Pëtr Aleksandrovič Tolstoj; nel 1807 divenne uno dei membri del comitato per la revisione dell'artiglieria dell'esercito russo sotto la direzione del generale Aleksej Andreevič Arakčeev; nel 1808 divenne membro del comitato scientifico del medesimo corpo. Nel 1810 divenne vice direttore del dipartimento di artiglieria del Ministero della Guerra, rimanendo in carica sino al 1824 anche come ispettore della fabbrica di armi di Sestroretsk.
Dal 1811 divenne membro della commissione per la redazione del nuovo regolamento militare e nel 1812-1826 fu nuovamente vicedirettore del dipartimento di artiglieria del Ministero della Guerra; nel 1819 venne nominato presidente del comitato scientifico militare nazionale.
Durante la guerra del 1812 formò la legione russo-tedesca e fu membro del comitato per la gestione degli "affari tedeschi".
Morì il 22 novembre 1834 a San Pietroburgo e venne sepolto nel cimitero evangelico di Smolensk.